# Streifendienst
Streifendienst (patrulltjänsten) hade att övervaka den nazityska krigsmaktens personal under permissionsresor och under permission på hemorten. Den var organiserad i form av Zugwachen (tågpatruller), som upprätthöll ordning på permittenttågen, Bahnhofswachen (stationspatruller) som upprätthöll ordning bland militära resande på järnvägsstationerna och Urlaubsüberwachung (permissionsövervakning) som upprätthöll ordning och disciplin bland krigsmaktens permittenter på hemorten.
Patrulltjänsten bestod av militär personal med krigsmaktens vanliga tjänstegrader tillfälligt kommenderad från andra förband. De bar moderförbandets uniform. Under tjänsteutövning bar de en ägiljett som tjänstetecken.